# Горн (музыкальный инструмент)

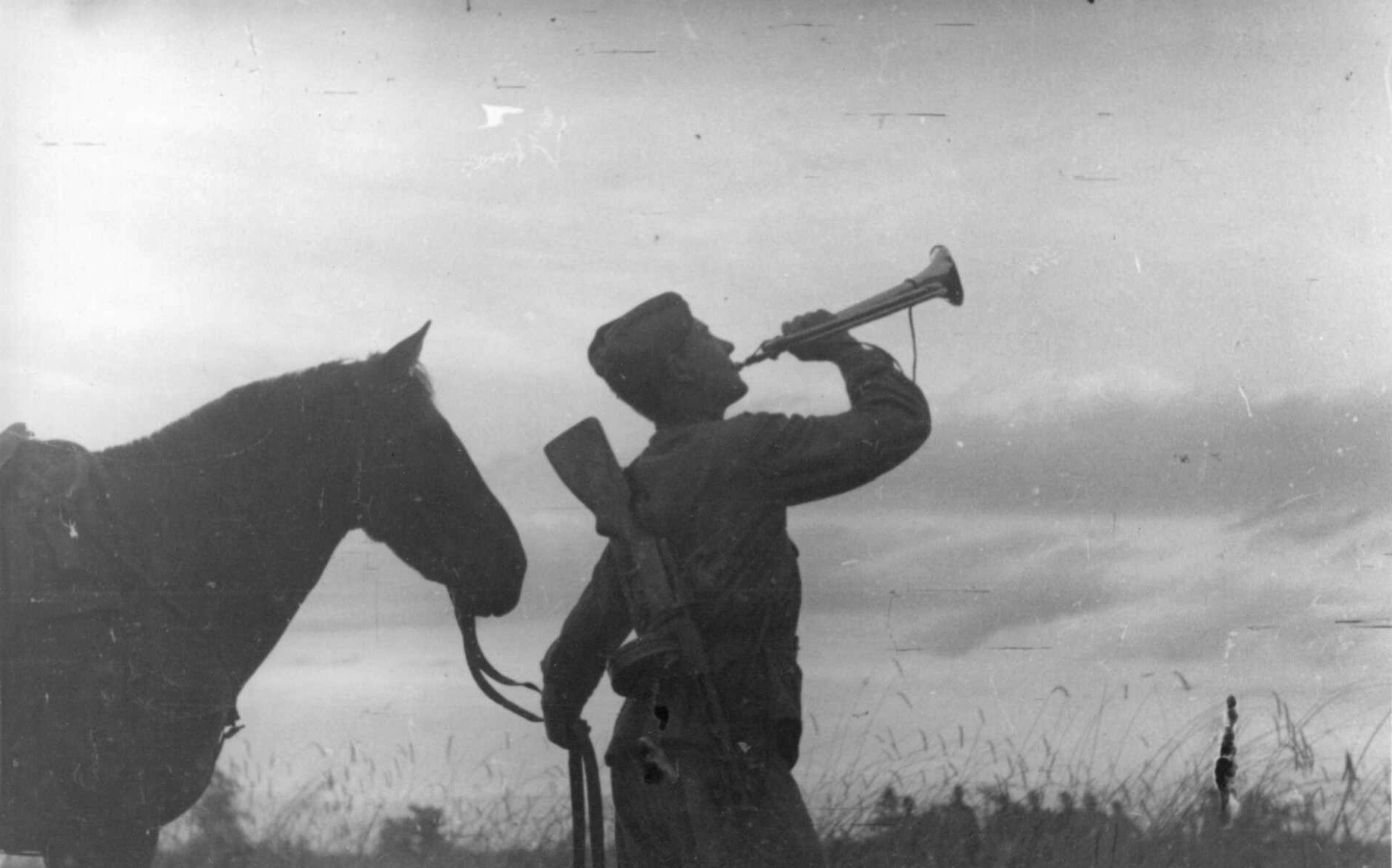
Горнист подает сигнал боевой тревоги в одной из частей 2-го гвардейского кавалерийского корпуса, Брянский фронт, сентябрь 1943 года

Горн (от нем. Horn — рог) — общее название медных духовых музыкальных инструментов, на которых возможно исполнение только звуков натурального звукоряда. Различные виды горнов используются для исполнения сигнальной музыки.

## История
Горн произошёл от древних музыкальных и сигнальных инструментов, сделанных из рогов животных (отсюда название). Первые горны использовались в качестве охотничьих рогов. Они были изогнуты кольцом (обычно таких колец было два, но бывали и горны с одним или тремя кольцами), что делало их похожими на валторну, а также в каретах (здесь горны служили прообразом автомобильных гудков).

## Описание
Горн напоминает трубу, но в нём отсутствует вентильный механизм, отчего его исполнительные возможности резко ограничены: горн может воспроизводить ноты только в пределах натурального звукоряда. Высота звука при игре на горне может регулироваться только с помощью амбушюра. Именно по этой причине в оркестрах горн не употребляется, но успешно применяется в армии как сигнальный инструмент. В советские времена горн, как и малый барабан, были незаменимыми атрибутами пионерских отрядов и дружин (с внедрением в пионерлагерях радиоузлов сигналы горна стали передаваться по пионерлагерной громкоговорительной сети в аудиозаписи; также получили широкое распространение и практикуются в детских лагерях до сих пор песенные сигналы).
Человек, играющий на горне, называется горнистом. В вооружённых силах России имперского периода, горнист — нижний чин (должность, звание) — играющий на горне, то есть снабжённый горном для подачи сигналов в пехоте. Соответствующее название чина в кавалерии и артиллерии — трубач.
В XIX веке было создано множество различных вариаций, таких как горн с клапанами или горн с клавишами. Клавишный горн был изобретен в Англии в начале XIX века. Такой вид горна был весьма популярен вплоть до пятидесятых годов XIX века и вышел из широкого употребления после изобретения корнета. Корнет также иногда ошибочно принимают за разновидность горна с клапанами, но это не так.
Паровозные, а впоследствии и корабельные горны, помимо прямого назначения — предупреждающего сигнала, — используют как музыкальный инструмент. Примером тому служит Орган Тифон.

## Виды
- Почтовый рожок
- Артиллерийская труба — в строе ре-бемоль. По устройству и звукоряду схожа с фанфарой[1].
- Кавалерийская труба — строй и звукоряд как у фанфары. Отличается от неё более короткой длиной (45—47 см) за счёт двойного сложения трубки[1].
- Пехотный рожок — в строе си-бемоль или до. Широкомензурный. Звукоряд из 5 гармоник, такой же как у пионерского горна[1].
- Флотский рожок — в строе си-бемоль. Аналогичен пехотному рожку[1].

### Пионерский горн

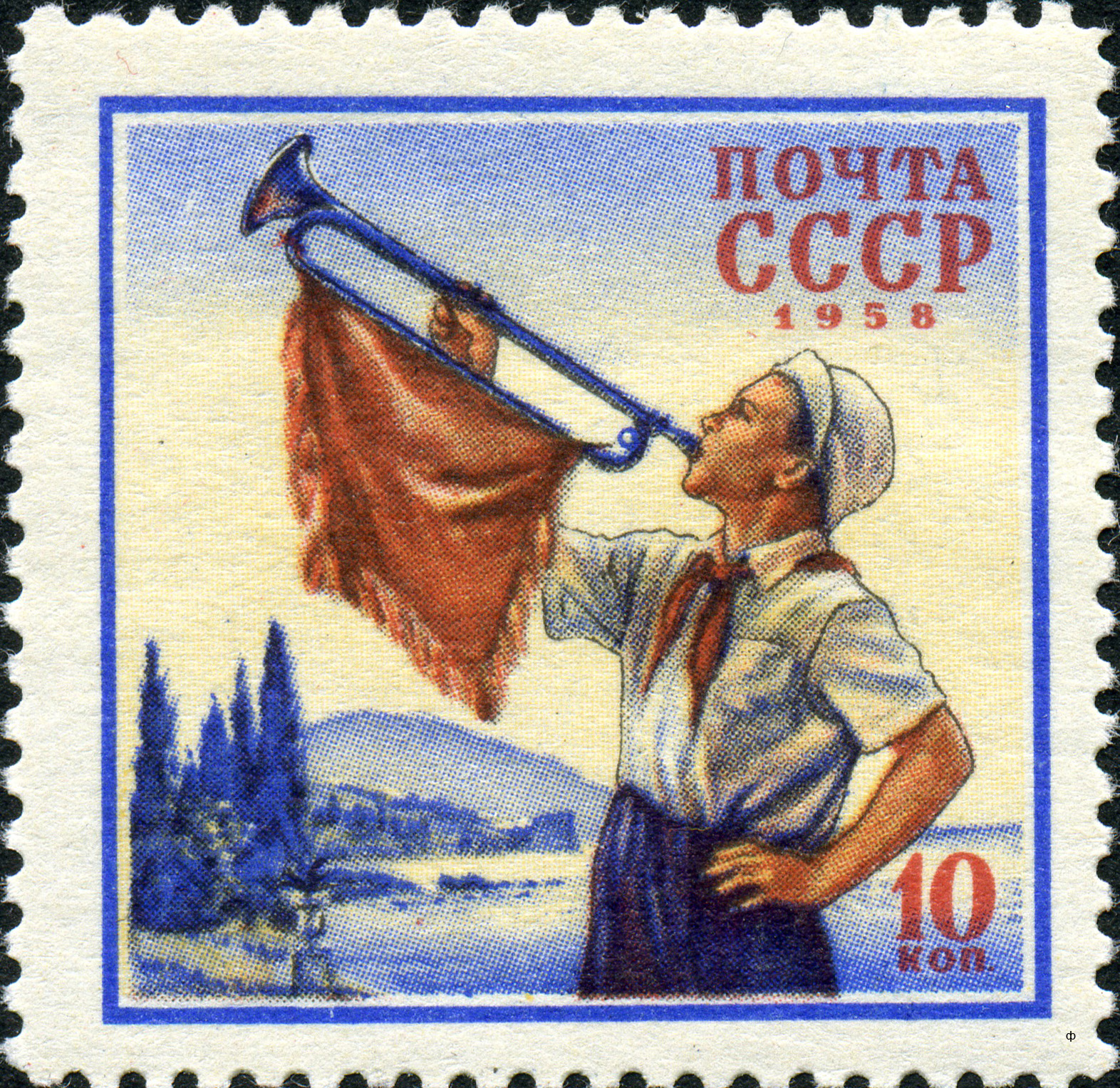
Горнист в пионерском лагере «Артек»

Пионерский горн по размерам и форме трубки соответствует трубе и отличается от неё только отсутствием клапанов. Начиная от мундштука форма трубки цилиндрическая на 2/3 её общей длины, а после второго изгиба она постепенно расширяется к раструбу. Длина инструмента 37—52 см. Основной строй B (си-бемоль малой октавы), реже C («до» первой октавы). Пионерские горны производились в Москве, Ленинграде, Энгельсе (Саратовская область) и Киеве для нужд Всесоюзной пионерской организации. Пионерские сигналы и маршы исполняются в пределах пяти гармоник — си-бемоль (2), фа (3), си-бемоль (4), ре (5), фа (6):

### Фанфара
Фанфара — сходный по форме с пионерским горном инструмент с более длинным каналом трубки и соответствующим более низким строем Es (ми-бемоль малой октавы) и большим количеством извлекаемых гармоник. Длина 66—68 см. Группа фанфар используется для исполнения музыки (сигналов), фанфарных маршей на открытии парадов и других торжественных мероприятиях. Точная подстройка фанфары осуществляется регулировкой выдвижной мундштучной трубки. На фанфаре исполняются гармоники начиная с третьей (вторая гармоника ми-бемоль пропускается из-за неустойчивости звучания) — си-бемоль (3), ми-бемоль (4), соль (5), си-бемоль (6), ре-бемоль (7), ми-бемоль (8), фа (9), соль (10), ля-бемоль (11), си-бемоль (12):